# Jean-Baptiste Cols
Jean-Baptiste Cols , né à Ath, le 30 avril 1770 et décédé le 12 janvier 1842 à Nivelles fut un homme politique belge francophone libéral.
Il fit des études de droit à l’université de Louvain (1788), puis devint avocat à Nivelles (1830).
Il fut élu député suppléant au Congrès national (Belgique) par le district de Nivelles. Il siégea dès le 6 février 1831. Il fut membre de la chambre des représentants pour le même arrondissement de 1831 à 1836,, et de la députation des États provinciaux du Brabant méridional ; député permanent des États provinciaux du Hainaut (1830-1836) ; vice-président (1836-1838), puis président du conseil provincial (1839) et député permanent du Brabant (1836-1842).